# Брауна (Сан-Паулу)
Брауна (порт. Braúna)  —  муниципалитет в Бразилии, входит в штат Сан-Паулу. Составная часть мезорегиона Арасатуба. Входит в экономико-статистический микрорегион Биригуи. Население составляет 4 471 человек на 2006 год. Занимает площадь 195,176 км². Плотность населения — 22,9 чел./км².

## История
Город основан 21 января 1992 года. 

## Статистика
- Валовой внутренний продукт на 2003 составляет 33.494.296,00 реалов (данные: Бразильский институт географии и статистики).
- Валовой внутренний продукт на душу населения на 2003 составляет 7.559,08 реалов (данные: Бразильский институт географии и статистики).
- Индекс развития человеческого потенциала на 2000 составляет 0,796 (данные: Программа развития ООН).